# Telepinu (koning)
Telepinu of Telepinus was de naam van een koning van de Hettieten rond 1500 v.Chr.. In het begin van zijn heerschappij was het Hettitische rijk gekrompen tot de oorspronkelijke kernterritoria door het verlies van bijna alle, tijdens voorgaande tijden onder Hattusili I en Mursili I, veroverde gebieden – tot aan Arzawa in het westen, Mitanni in het oosten, Kaskas in het noorden en Kizzuwatna in het zuiden. Telepinu was in staat om een beetje grond terug te winnen van de Hurrieten in Mitanni, door een alliantie te vormen met de Hurrieten van Kizzuwatna; maar aan het einde van zijn bewind vervalt het Hettitische rijk in een tijdelijke Donkere Middeleeuwen, het Hettitische Middel Koninkrijk, die zo'n 70 jaar duurt. Aan de schaarse vondsten uit die tijd kunnen nauwelijks conclusies verbonden worden.